# Scutellaria montana
Scutellaria montana är en kransblommig växtart som beskrevs av Alvin Wentworth Chapman. Scutellaria montana ingår i Frossörtssläktet som ingår i familjen kransblommiga växter. Inga underarter finns listade i Catalogue of Life.